# Tilia chinensis
Tilia chinensis là một loài thực vật có hoa trong họ Cẩm quỳ. Loài này được Maxim. miêu tả khoa học đầu tiên năm 1889.